# 馬克斯伯勒 (新澤西州)
馬克斯伯勒（英語：Marksboro）是位於美國新澤西州沃倫縣的普查規定居民點。

## 人口
根據2020年美國人口普查的數據，馬克斯伯勒的面積為5.63平方千米，當中陸地面積為5.57平方千米，而水域面積為0.06平方千米。當地共有人口173人，而人口密度為每平方千米30.73人。